# La que se avecina
La que se avecina er en spansk tv-serie produceret af Mediaset, hvis første afsnit blev vist  22. april 2007 på kanalen Telecinco. Serien er en indirekte fortsættelse af Aquí no hay quien viva, en populær komedieserie, der blev sendt på Antena 3 mellem 2003 og 2006. Serien har foreløbig kørt i ni sæsoner med 170 afsnit samt et specielt juleafsnit.

## Afsnit
| Sæson        | Antal afsnit | Start           | Slut               | Seertal           |
| ------------ | ------------ | --------------- | ------------------ | ----------------- |
| Første sæson | 13           | 22. april 2007  | 22. juli 2007      | 3.158.000 (21,3%) |
| Anden sæson  | 15           | 3. april 2008   | 3. august 2008     | 2.834.000 (18,8%) |
| Tredje sæson | 14           | 10. juni 2009   | 16. september 2009 | 2.172.000 (16,1%) |
| Fjerde sæson | 12           | 26. maj 2010    | 4. august 2010     | 2.239.000 (15,2%) |
| Femte sæson  | 13           | 1. maj 2011     | 24. juli 2011      | 2.790.000 (16,1%) |
| Sjette sæson | 13           | 1. oktober 2012 | 2012               | -                 |
| Alt          | 80           | 2007            | -                  | N/A               |

## Medvirkende
- Nacho Guerreros: Coque Calatrava.
- Eduardo Gómez: Máximo Angulo.
- José Luis Gil: Enrique Pastor.
- Eduardo García: Francisco Javier.
- Isabel Ordaz: Araceli Madariaga.
- Pablo Chiapella: Amador Rivas.
- Eva Isanta: Maite Figueroa.
- Amparo Valle: Justiniana Latorre.
- Vanesa Romero: Raquel Villanueva.
- Cristina Medina: Nines Chacón.
- Adrià Collado: Sergio Arias.
- Luis Miguel Seguí: Leonardo Romaní.
- Jordi Sánchez: Antonio Recio.
- Nathalie Seseña: Berta Escobar.
- Carlos Alcalde: Rosario Parrales.
- Mariví Bilbao: Izaskun Sagastume.
- Antonio Pagudo: Javier Maroto.
- Macarena Gómez: Lola Trujillo.
- Ricardo Arroyo: Vicente Maroto.
- Cristina Castaño: Judith Becker.

## Hæder
- 2011: 1. præmie 'Pasión de Críticos' af Festival de Televisión y Radio de Vitoria-Gasteiz.[8]
- 2012: Skuespillerne Isabel Ordaz og María Casal blev begge tildelt Shangay for deres figurer, der i serien spiller et lesbisk par.[9]